# Cantoria (kommunhuvudort)
Cantoria är en kommunhuvudort i Spanien.   Den ligger i provinsen Provincia de Almería och regionen Andalusien, i den sydöstra delen av landet, 400 km söder om huvudstaden Madrid. Cantoria ligger 380 meter över havet och antalet invånare är 3 502.
Terrängen runt Cantoria är huvudsakligen kuperad, men åt nordost är den platt. Cantoria ligger nere i en dal. Runt Cantoria är det ganska glesbefolkat, med 47 invånare per kvadratkilometer. Närmaste större samhälle är Albox, 5,6 km nordost om Cantoria. Omgivningarna runt Cantoria är i huvudsak ett öppet busklandskap.